# 真瀬川
真瀬川（ませがわ）は、秋田県山本郡八峰町を流れる二級水系真瀬川の本流である。

## 地理
秋田県と青森県境に位置する真瀬岳 (987.7m) に源を発する一の又沢、中の又沢、三の又沢の三つの沢が河口から約3キロ上流付近で合流して、真瀬川となり、真瀬渓谷を形成して、日本海に流入する。真瀬川は、白神山地を源とする河川のなかでも、ダムや堰堤のない自然の流れが残されている川である。真瀬渓谷は海岸線まで数百mという特異な場所にある。中流部には急斜面を流下する水が玄武岩の河床を削り、多数の甌穴（おうけつ）を形成し「三十釜」と呼ばれる奇勝地がある。三十釜の由来は、昔、川の流れを利用して薪を人里まで運ぶ際に難所となった渓谷といわれる。河口（北緯40度22分33.0秒 東経140度00分28.4秒 / 北緯40.375833度 東経140.007889度）近くに、観光施設「はちもり観光市」、八森漁港がある。
河口の南約500メートルに雄島がある。

## 流域の自治体
山本郡八峰町

## 橋梁
上流から
- 紅葉橋（もみじばし、山本郡八峰町八森）[7]
- 観楓橋（かんぷうばし、山本郡八峰町八森）[8] - 大間越街道（おおまごしかいどう、国道101号の一部[9]）が通る。
- JR五能線橋梁 - 八森駅と滝ノ間駅の間。
- 真瀬橋（山本郡八峰町八森）[10] - 秋田県道154号椿台小入川線が通る。
- 日和見橋[11]

## 写真

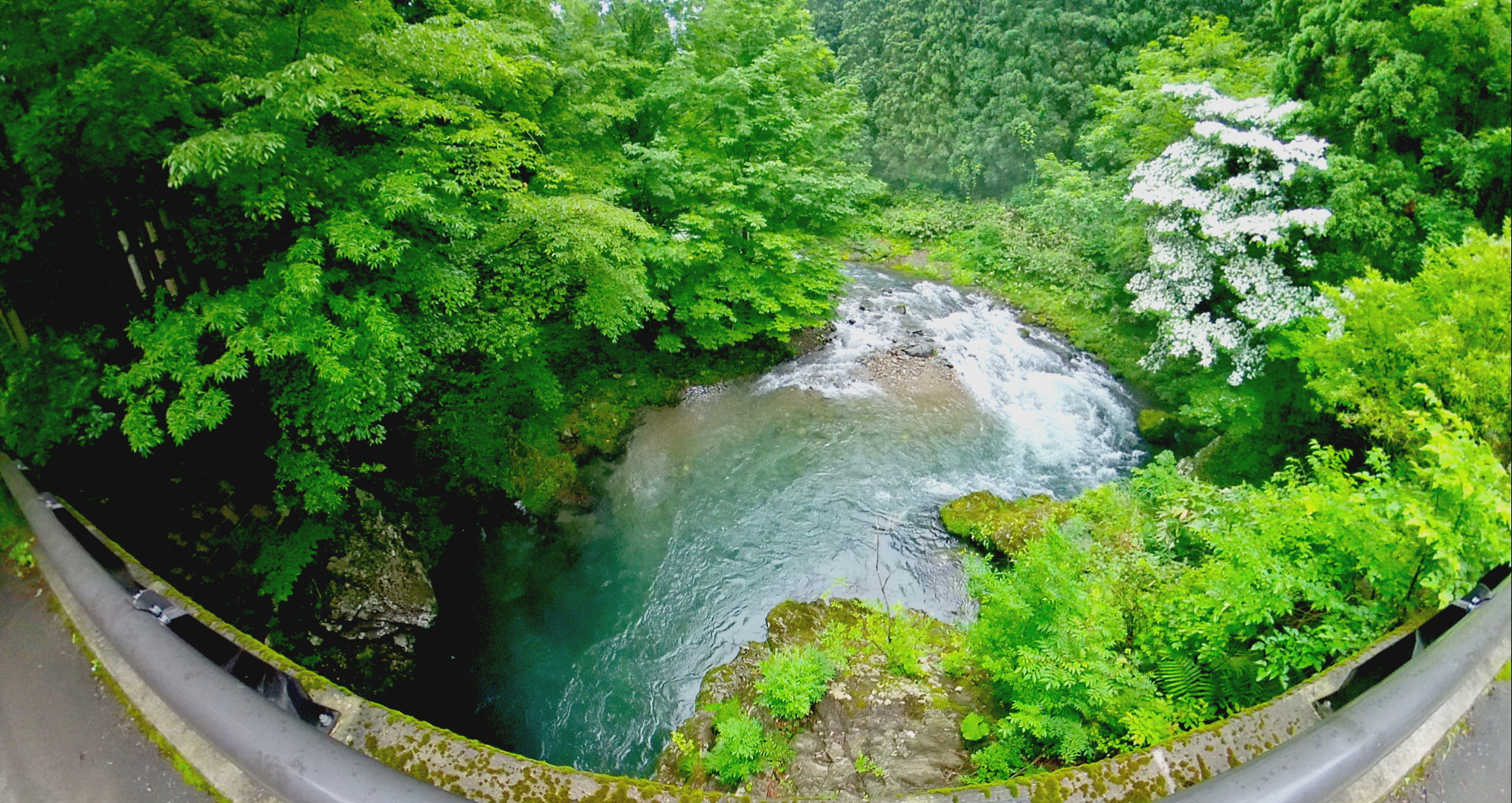
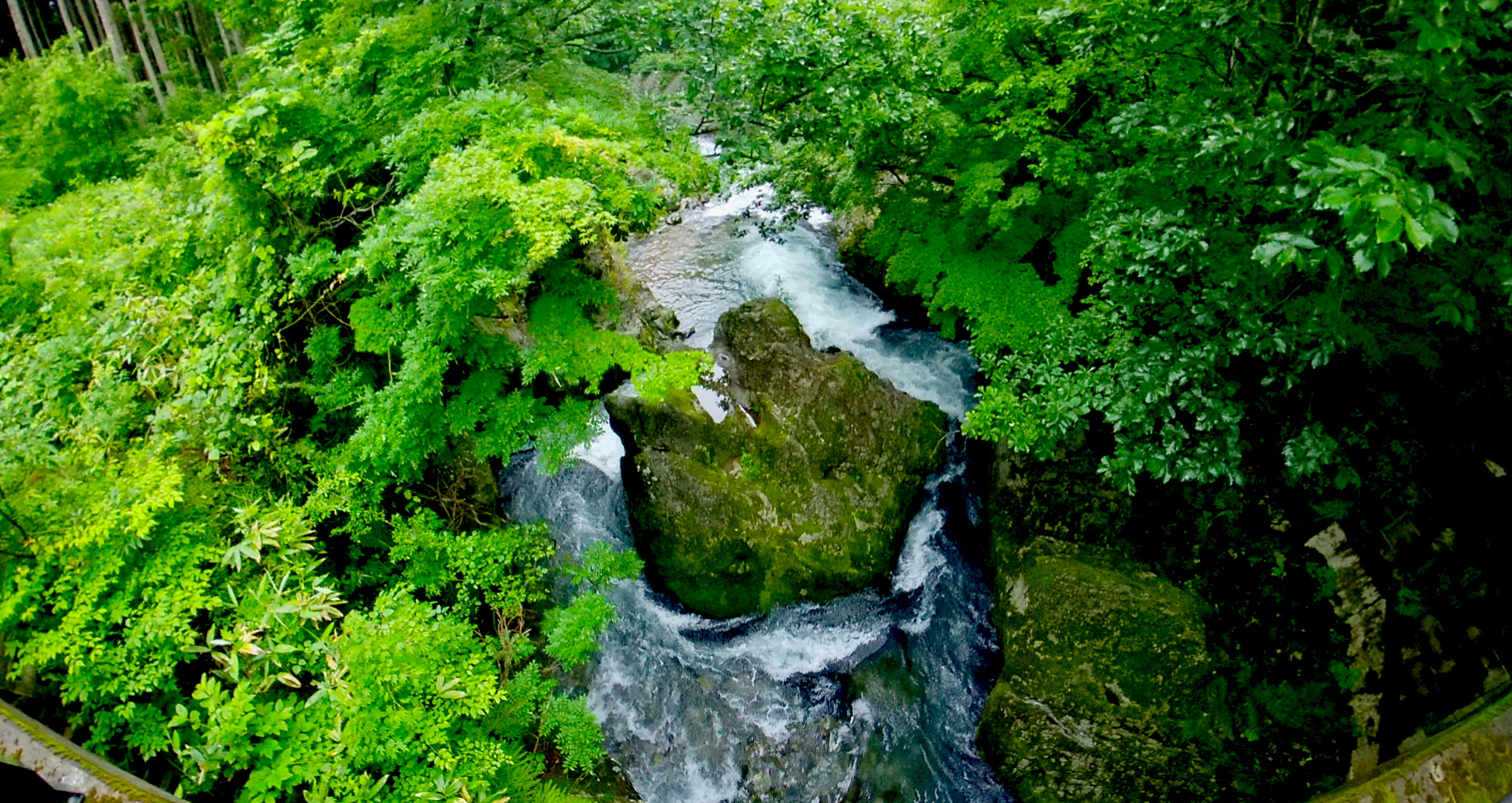